# 福永一博
福永 一博（ふくなが かずひろ、1981年〈昭和56年〉3月19日 - ）は、日本の合唱指揮者、声楽家、音楽教育者。

## 経歴
早稲田大学、国立音楽大学、東京芸術大学音楽学部を経て、東京芸術大学大学院音楽研究科声楽専攻修士課程修了。声楽を永井和子、指揮法を高階正光に師事。
在学中に混声室内合唱団「harmonia ensemble」を立ち上げ、同団を率いて2010年第63回、2011年第64回全日本合唱コンクール全国大会一般部門金賞に導く。また、2011年にはフランスで開催された第40回フロリレージュ国際合唱コンクールにおいてグランプリ（総合一位）・聴衆賞を受賞、翌2012年にスロヴェニアで開催されたヨーロッパ・グランプリへの招待出演を果たす。2013年には南フランス国際合唱フェスティバルへの招待出演、2014年には韓国で開催された第10回世界合唱シンポジウムへ日本を代表して招聘されるなど、同団を日本を代表するプロフェッショナルの室内合唱団に導く。2015年より一般社団法人化し、2025年現在は音楽監督・常任指揮者、一般社団法人ハルモニア・アンサンブル代表理事を務める。
東日本大震災復興支援「心に花を咲かせよう」プロジェクトを立ち上げ、実行委員長・同合唱団指揮者として、毎年被災地を訪れ、復興コンサートや、学校での100回を超えるワークショップを行なっている。また、全国各地で各種講習会・合唱祭の講師、NHK全国学校音楽コンクールや全日本合唱コンクール、声楽アンサンブルコンテスト全国大会、宝塚国際室内合唱コンクールなどの審査員を務める。
2015年度TBS金曜ドラマ『表参道高校合唱部!』、2024年度テレビ東京開局60年特別企画ドラマスペシャル『晴れたらいいね!』ではキャストの合唱指導、ドラマの合唱監修を務めるなど、多岐に亘り活動している。
2024年5月4日の第73回東京六大学合唱連盟定期演奏会及び2024年12月27日の第149回定期演奏会において、慶應義塾ワグネル・ソサィエティー男声合唱団の客演指揮を行なった。
2025年4月1日に慶應義塾ワグネル・ソサィエティー男声合唱団の常任指揮者に就任。
2025年4月現在、桐朋学園大学音楽学部・桐朋学園芸術短期大学・エリザベト音楽大学非常勤講師（合唱・指揮法）、JCDA一般社団法人日本合唱指揮者協会理事、全日本合唱連盟合唱名曲シリーズ（全日本合唱コンクール課題曲集）編纂委員。